# Leptataspis matherana
Leptataspis matherana är en insektsart som beskrevs av Victor Lallemand 1939. Leptataspis matherana ingår i släktet Leptataspis och familjen spottstritar. Inga underarter finns listade i Catalogue of Life.